# Kim Dzsunszu
Kim Dzsunszu, művésznevén XIA vagy Xia(h) Junsu (Kjonggi, 1986. december 15. –) dél-koreai énekes, musicalszínész és dalszerző. Az S.M. Entertainment fedezte fel egy meghallgatáson, 2003-ban debütált a TVXQ együttesben, akikkel együtt négy koreai és négy japán nagylemezt, valamint számos kislemezt adott ki. 2010-ben Kim Dzsedzsunggal és Pak Jucshonnal kivált az együttesből és saját zenekart alapított JYJ néven, majd 2012-ben szólólemezt adott ki Tarantallegra címmel. Az első koreai szóló idolénekes, aki világ körüli turnét tartott. Második albuma, az Incredible 2013. július 15-én jelent meg, harmadik nagylemeze pedig Flower címmel 2015. március 3-án.
Rendkívül népszerű musicalénekes, többek között a magyar származású Sylvester Levay két musicaljének, a Mozart!-nak és az Elisabethnek a főszerepében volt látható, valamint olyan koreai-amerikai koprodukcióban, mint a Tears of Heaven.
Művésznevét az Asia (아시아, Ázsia) szóból alkotta meg a szókezdő /a/ levágásával. Többször is megszavazták a legjobb hangú K-pop-idolnak, az egyik 2011-es felmérésben énektanárok helyezték az első helyre. Kambodzsában egy falu viseli a nevét.

## Élete és pályafutása

### Gyermekkora
Xiah Junsu hangja Ázsia kincse.
1986. december 15-én született, a személyi irataiban azonban 1987. január 1. szerepel, mert akkor regisztrálták a szülei a hatóságoknál. Édesanyja Miss Korea-résztvevő volt, Dzsunszunak egy bátyja van, Dzsunho, akivel kétpetéjű ikrek. Dzsunho JUNO (ZUNO) művésznéven szintén énekes. Édesapjának pizzériája van, illetve szállodája Csedzsu szigetén.
Gyerekkorában egy SRD nevű táncformációban szerepelt a későbbi Super Junior együttes egyik tagjával, Eunhyukkal, aki az általános iskola óta a legjobb barátja. 2000-ben szerződtette le az S.M. Entertainment, miután jelentkezett a Starlight Casting System elnevezésű válogatóra. Tinikorában sokáig mutált a hangja, három évig problémái voltak a magas hangok képzésével, ami miatt kérdésessé vált az énekesi karrierje.
2002-ben a kiadó két másik gyakornokkal (Sungmin és Eunhyuk a Super Juniorból) együtt trióként akarta Kimet felléptetni, azonban végül a TVXQ-ba válogatták be, így a trió nem debütálhatott.
Művésznevét az Asia (아시아, Ázsia) szóból alkotta meg a szókezdő /a/ levágásával.

### 2003–2009: TVXQ

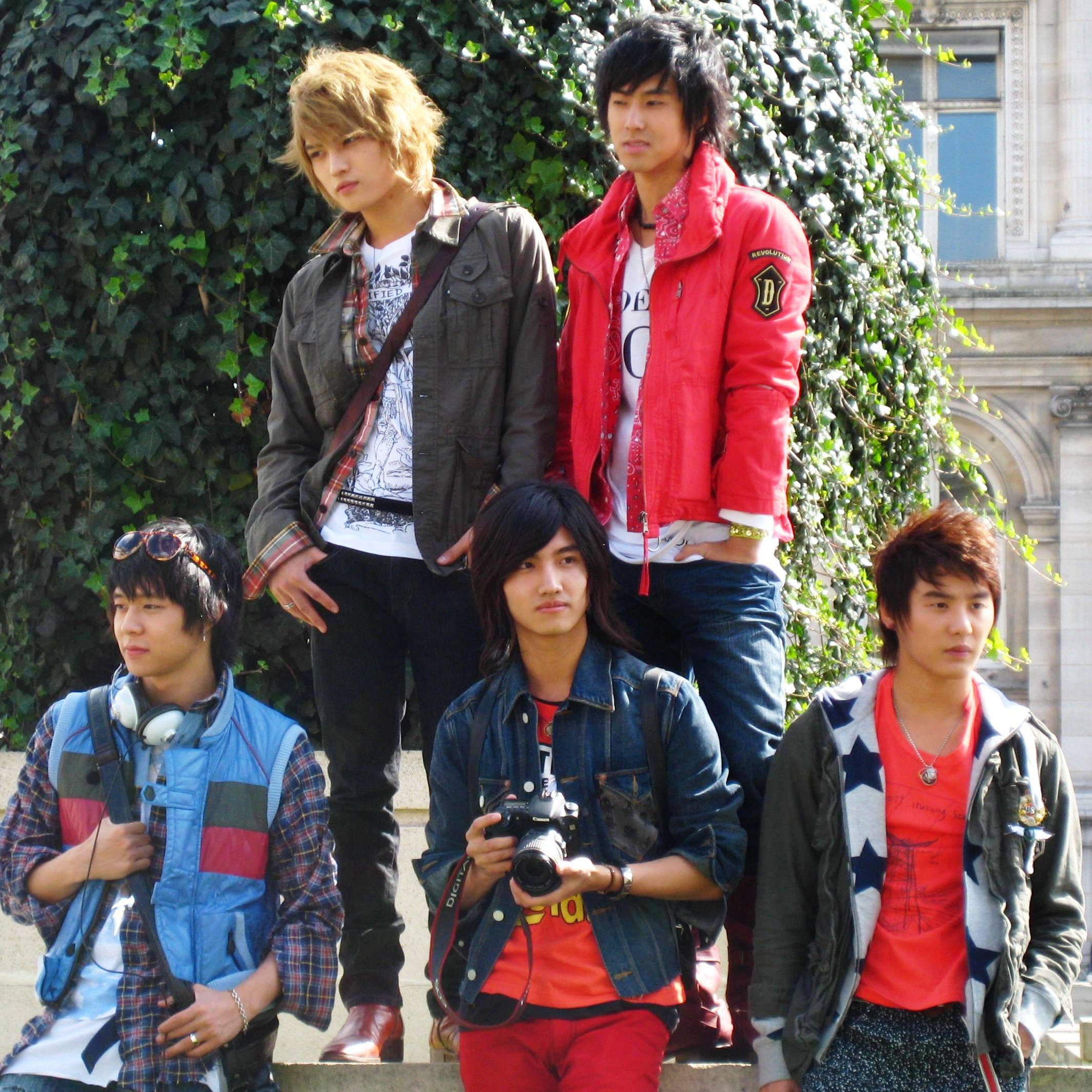
Kim Dzsunszu (jobb szélen lent) 2007-ben a TVXQ-val Párizsban

Kim 2003-ban a TVXQ együttes tagjaként debütált, első albumuk, a Tri-Angle 2004 nyolcadik legsikeresebb lemeze volt több mint 242 000 eladott példánnyal. Kim Dzsunszu az együttessel négy koreai és négy japán nagylemezt, valamint számos kislemezt adott ki. Társaival szerepelt az SBS csatorna Banjun Theatre című hétrészes sorozatában, valamint az együttes saját, négyrészes tévésorozatában, a Vacation-ben.
Az együttes nem csak Koreában, de külföldön is rendkívül népszerű volt, Japánban az első külföldi fiúegyüttes lett, akiknek sikerült az Oricon slágerlistáján első helyet szerezniük, és ők lettek az első külföldi előadó, akinek nyolc kislemeze vezette a japán slágerlistákat.
2006-ban Kim közreműködött Csang Li-jin Timeless című dalában. 2007-ben a Samsung Anycall projektjének keretein belül az AnyBand nevű formáció tagja lett BoA, Tablo és Csin Bora (진보라) zongorista mellett.
Kim Dzsunszu több dalt is írt a TVXQ számára, a Ne kjote szumszül szu ittdamjon (네 곁에 숨쉴 수 있다면) az együttes harmadik lemezén jelent meg, illetve két szólódalát, a My Page-et és a Rainy Nightot is maga komponálta. 2008-ban a TVXQ Mirotic című albumára Noul… Paraboda (노을… 바라보다) címmel írt dalt. 2009-ben Xiahtic című szólódala az együttes Break Out! című japán kislemezén jelent meg.
2010-ben két csapattársával, Kim Dzsedzsunggal és Pak Jucshonnal közösen pert indított az S.M. Entertainment ellen a méltánytalannak tartott szerződésük miatt. A bíróság a javukra ítélt, aminek hatására a méltányos kereskedelemért felelős bizottság mintaszerződések kiadását javasolta a szerződések szabályozása érdekében. A per következtében a TVXQ duóként folytatta tovább, a kivált tagok pedig saját együttest alapítottak.

### 2010–2011: JYJ és szólótevékenység
| „              | Megváltoztam. Az előadásmódom és a kifejezőképességem is jobbá vált. Nem csak azért szerepelek musicalekben, mert szeretem a musicaleket, hanem mert segít nekem abban, hogy javuljak. | ” |
| – Kim Dzsunszu | |   |

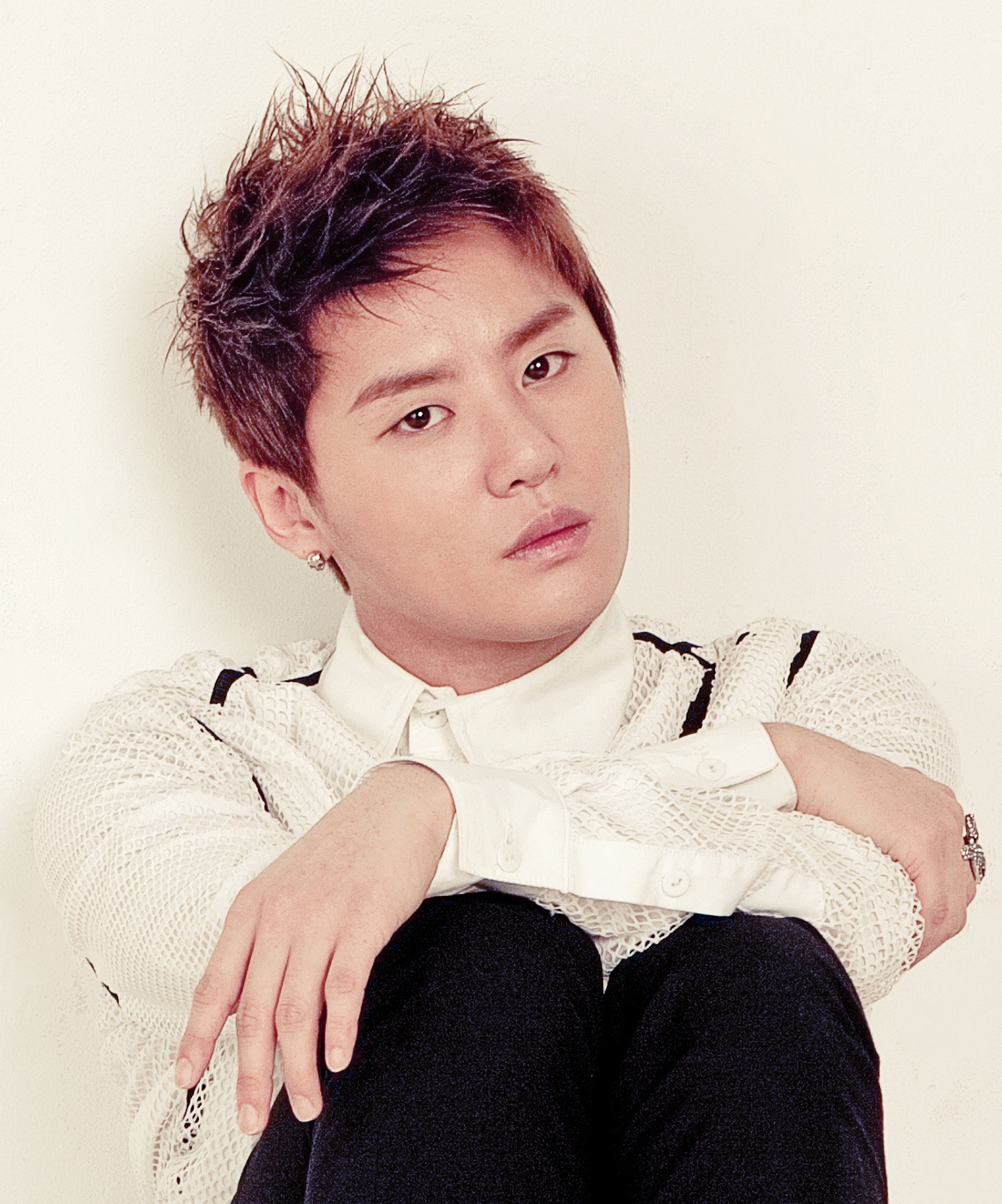
Kim Dzsunszu 2011-ben

Kim 2010 januárjában musicalénekesként debütált a magyar származású Sylvester Levay Mozart! című musicaljének koreai feldolgozásában. Szereplése nagy sikert aratott, rövid idő alatt minden jegy elkelt a fellépéseire. A musicalszínészi felkészülés részeként operaéneklési technikákat tanult.
A TVXQ-ból való kilépés után Kim Dzsunszu, Kim Dzsedzsung és Pak Jucshon létrehozták a JYJ együttest. A megalakulásukat áprilisban jelentették be Japánban.
Miután az S.M. Entertainmenttel való pereskedés miatt a JYJ fellépéseit Japánban lemondták, az Avex bejelentette, hogy Dzsunszu szólólemezt készít. Május 26-án jelent meg szólóalbuma Xiah címmel. Kanasimi no Jukue (悲しみのゆくえ; Hepburn: Kanashimi no Yukue) című dala a 5nen Atono Love Letter (５年後のラブレター) című japán televíziós sorozat betétdala lett. Intoxication című saját szerzeménye R&B-alapokra épül, az alkotási folyamat során Kim számára a dal táncolhatósága volt a legfontosabb aspektus, ehhez igazította a ritmust, a refrén dallama készült el először, majd erre táncolva és énekelve dolgozta ki a dal többi részét. A lemez második helyen debütált az Oricon napi listáján 118 510 eladott példánnyal.
2010 szeptemberében a JYJ megjelentette The... című lemezét, ami első helyen debütált az Oricon slágerlistáján.
Októberben Dzsunszu négy közös koncertet tartott Sylvester Levayval Kim Junsu Musical Concert, Levay with Friends címmel Szöulban, amelyen Uwe Kröger német musicalszínész is részt vett. Levay dalt is írt Kim számára Miss You So címmel. A koncerten először adta elő Intoxication című dalának koreai nyelvű változatát.
Ugyancsak októberben a JYJ angol nyelvű nagylemezzel jelentkezett The Beginning címmel, amin Kanye West is közreműködött. A felvételek idején Kim még nem beszélt folyékonyan angolul.
2011 januárjában együttesével koreai nyelvű középlemezt adott ki Their Rooms címmel, amelyre két dalt írt Mission és Nakjop (낙엽, „Lehullott levelek”) címmel.
2011 februárjában Kim Frank Wildhorn koreai-angol nyelvű Tears of Heaven című musicaljében kapott főszerepet, amelyben egy koreai katonát alakított, aki a vietnámi háború során beleszeret egy vietnámi énekesnőbe. Az előadásra öt perc alatt mind a 15 000 jegy elkelt. Kim gázsiját nem határozták meg, a profit függvényében kapott részesedést.
Áprilisban Kim a JYJ-vel turnézott Ázsiában és Észak-Amerikában. A turnét később Európára és Dél-Amerikára is kiterjesztették. Az 5. Musical Awardson Popular Star-díjjal jutalmazták musicalénekesi tevékenységéért. Augusztusban You Are So Beautiful címmel a Scent of a Woman című sorozat betétdalát énekelte, a sorozatban cameoszerepet is vállalt. Szeptemberben a JYJ újabb koreai nyelvű albumot adott ki In Heaven címmel, 350 000 darabot adtak el belőle, és a lemez a Kaon slágerlistáját is vezette. A címadó dal videóklipjében Dzsunszu Szong Dzsihjo színésznővel szerepelt együtt.

### 2012:Elisabethés szólóalbum
- Last DanceKim az Elisabeth című musicalben, mely legsikeresebb muscialszerepe

Nem tudod lejátszani a fájlt?

Kim Dzsunszu a Tarantallegra videóklipjében

2012-ben Kim Dzsunszu Levay Elisabeth című musicaljének koreai változatában játszott főszerepet. A 20 előadást összesen 34 000 fő látta, a jegyeket percek alatt eladták. A szerep kedvéért az énekes diétázott, hogy vékonyabb legyen, mivel a „nemtelen lény” megformálásához túlságosan „kerekdednek” érezte a testalkatát. Lévay Kim Dzsunszu teljesítményéről ekképpen nyilatkozott: „Mint tudják, Tod karaktere teljesen eltér Mozartétól. Ahogy figyeltem a próbák alatt, mély benyomást tett rám az, ahogyan [Dzsunszu] a játékával elmerült ebben az új szerepben. Megváltoztattam a hazautazásom időpontját is, hogy láthassam az első fellépését.”

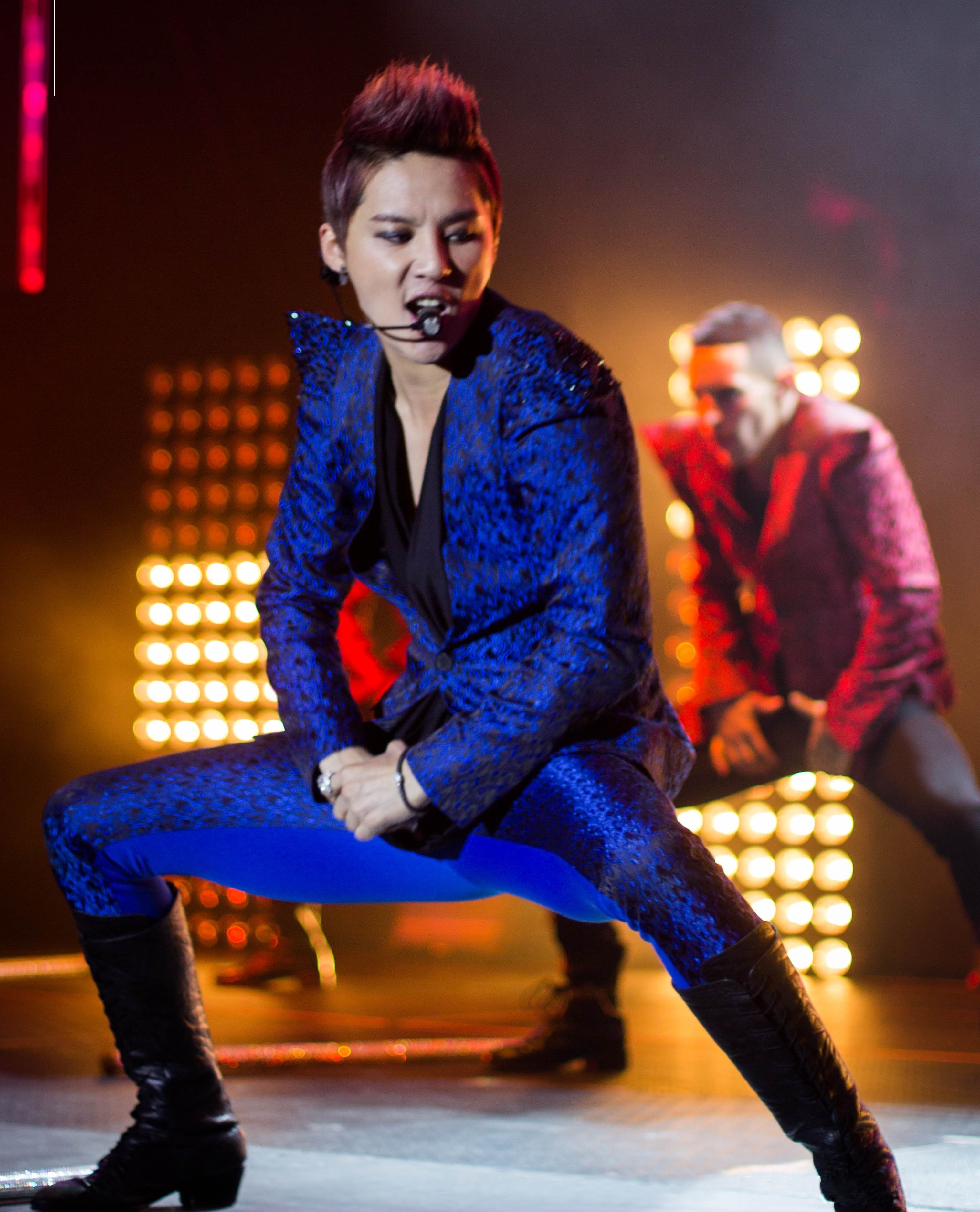
Xiah Junsu a Hollywood Palladium színpadán Los Angeles-ben, 2012 szeptemberében

2012 májusában Tarantallegra címmel szólóalbumot adott ki, az album több mint 130 000 példányban fogyott el, ami szólóalbumok tekintetében egyedülálló volt Dél-Koreában. Az album készítésekor az énekes teljes imidzsváltásra törekedett, a lemez koncepciójára nagy hatással volt Kim Elisabeth-beli szerepe, a Halál, akinek misztikus megjelenése és fantáziavilága inspirálta a Tarantallegrát: „[a célom az volt, hogy] se férfi, se női alakot ne testesítsek meg, inkább egy afféle nemtelen lényt.” Ezért a smink nőiesebb lett, a hajstílus is a nőiesség felé mozdult el.” A címadó dalhoz készült videóklipre ötmillió vont (kb. egymillió forintot) költött az ügynöksége. Az album dalainak írásakor Kimet elsődlegesen a vizuális koncepció befolyásolta, ellentétben korábbi dalszerzési gyakorlatával, a Xiahtic és az Intoxication esetében például a tánc inspirálta az alkotási folyamatot. Mivel úgy vélte, az emberek általában a balladákból ismerik a hangját, arra törekedett, hogy az első kislemez inkább egy gyors, táncolható dal legyen, hogy egy másik oldalát is megmutathassa a közönségnek. A merészebb koncepciót az is befolyásolta, hogy az S.M. Entertainmenttel akkor még zajló per következtében sem Kim, sem az együttese nem léphetett fel a koreai televíziókban, ezért az énekes úgy döntött, nincs oka konzervatívabb videóklipet illetve koreográfiát készítenie. Az album címadó dala Koreán kívül Németországban, Kínában és Chilében is felkerült a slágerlistákra.
Júliusban menedzsmentje bejelentette az énekes szólóturnéjának észak- és dél-amerikai állomásait. Kim lett az első koreai szóló idolénekes, aki világ körüli turnét tartott, Ázsián és Amerikán kívül Európában is fellépett.
Augusztusban Uncommitted címmel angol nyelvű kislemezt jelentetett meg, a dalt a Sony Music producere, Bruce Vanderveer írta. A dal videóklipje több mint hárommillió megtekintéssel vezette a kínai YinYueTai listáját.
2012-ben két sorozat, a Rooftop Prince és a Nice Guy betétdalát is énekelte. December 29–31. között az énekes Xia 2012 Ballad and Musical Concert with Orchestra címmel egyedülálló élő, szimfonikus zenekarral kísért koncertet tartott, ő az első koreai idol, aki ilyen jellegű koncertet adott. A 150 perces koncertet alkalmanként 7000 fő látta. Az énekes részleteket adott elő a Mozart!, a Tears of Heaven és az Elisabeth című musicalekből, valamint filmbetétdalokat énekelt, illetve újrahangszerelt formában a Tarantallegra című dal is szerepelt a repertoárban szimfonikus kísérettel.

### 2013–2014: a JYJ visszatérése és második szólóalbum
2013 januárjában a kínai BTV csatorna a legnépszerűbb külföldi előadónak választotta Kimet Justin Bieber és Madonna előtt.
Február 25-én együttesével fellépett Pak Kunhje elnöknő beiktatási ünnepségén, 70 000 néző előtt. Ugyanekkor bejelentették, hogy az együttes négy év után először újra felléphet Japánban a Tokyo Dome-ban, miután az Avex Group elvesztette ellenük a pert. Az április 2–4. között tartott koncertre mind a 150 000 jegy elfogyott, és 118 moziban is vetítették Japán-szerte. A koncerten Kim az Uncommitted című angol nyelvű dalát is előadta, ezt követően a hónapokkal korábban megjelent kislemez első helyre került az Amazon.com.jp K-pop-listáján.
Május 16-án jelent meg Pabo kaszum (바보 가슴, „Bolond szív”) című dala, mely a KBS csatorna Heaven's Order című sorozatának betétdala.
Júniusban a C-JeS Entertainment bejelentette, hogy júliusban az énekes kiadja második szólóalbumát, az Incredible-t. Július elsején jelent meg az első videóklip, 11 AM címmel, melyet a Kjonggi tartományhoz tartozó Tebu-szigeten forgattak, kora reggeli órákban, mindössze egy óra alatt. Xiah Junsu vágatlanul, a helyszínen élőben énekelte el a dalt, összesen három alkalommal, speciális, ruha alá rejtett mikrofonok és fülhallgató segítségével. A dal felét az énekes a cappella énekli. Az album címadó dalához az énekes az Egyesült Államokban forgatott videóklipet. A dalt az Uncommitted szerzője, Bruce Vanderveer írta.
2013 decemberében Kim a December című musical főszerepét játszotta, 2014 májusában pedig megkapta a Dracula című musical címszerepét.
2014 júliusában együttesével kiadta a Just Us című nagylemezt.

### 2015–2017: Szólólemezek és újabb musicalek

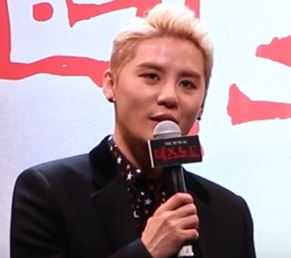
Kim 2016-ban a Death Note musical sajtótájékoztatóján

Kim 2015. március 3-án jelentette meg Flower című harmadik nagylemezét, melyen közreműködik többek között Tablo, Dok2 és Naul, a Brown Eyed Soulból. 2015 nyarán Death Note című japán manga alapján színpadra vitt musicalben kapott szerepet.
2015. október 19-én jelent meg Yesterday című középlemeze öt új dallal és három régebbi dal akusztikus változatával.
2016-ban Psy Psyder című albumán a Dream című dalban működött közre. 2016 májusában jelent meg negyedik szólólemeze, a Xignature, melyen közreműködött többek között The Quiett, Automatic, Crucial Star és Paloalto. Ebben az évben két musicalben is játszott, ismét Drakulát alakította, majd a Dorian Gray főszerepét kapta meg.
2017 év elején Kim újra L-t alakította a Death Note musicalváltozatában, mielőtt február 9-én bevonult katonának.

### 2018–: Leszerelés, musicalek
Kim 2018. november 5-én szerelt le, melyet követően három napos koncertet tartott Szöulban. Visszatért a színpadra is, ismét az Elizabeth című musicalben alakította a Halál szerepét. 2019. június 15. és augusztus 4. között Artúr királyt alakította az Xcalibur című musicalben.
2020. november 10-én jelent meg Pit a Pat című középlemeze. 2021 novemberében szerződése a C-JeS Entertainmenttel lejárt, és az énekes saját ügynökséget hozott létre Palmtree Island néven.

## Jótékonyság

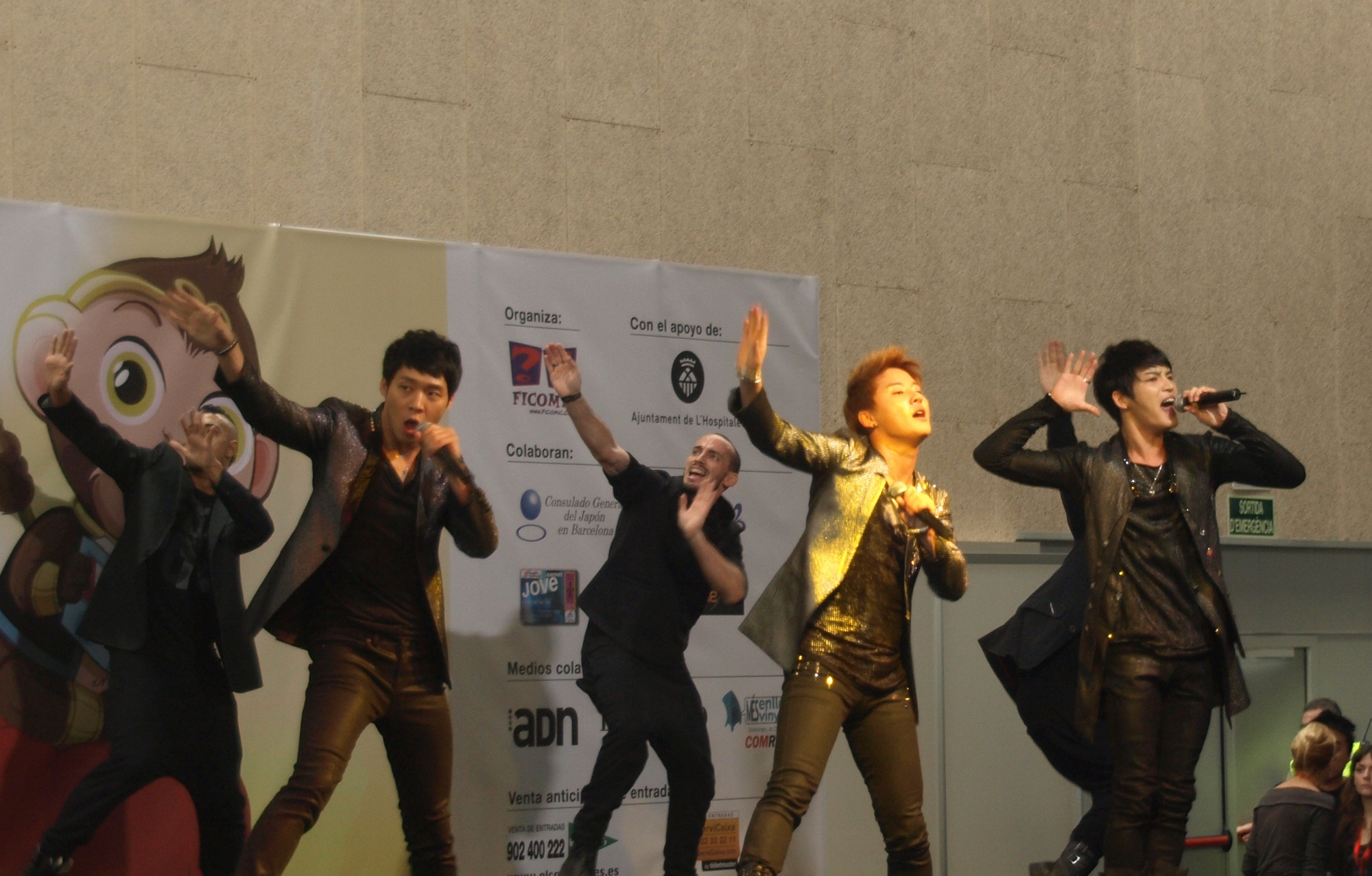
Xiah Junsu (középen) színpadon a JYJ-vel Barcelonában, 2011-ben

2008 óta Kim Dzsunszu és rajongótábora nagy összegű adományokkal segítik az ADRA Korea Repair and Improvement elnevezésű jótékonysági projektjét, amely Ázsia szegény régióiban épít lakóházakat és iskolákat. 2009-ben a TVXQ rajongótábora, a Cassiopeia Kim születésnapjának alkalmából olyan összegű adományt juttatott el egy harminc házból álló kambodzsai falunak, hogy hálából a falut Xiah Junsu-falu névre keresztelték a helyiek annak ellenére, hogy nem ismerték az énekest.
2011-ben a kambodzsai Puszat tartomány egyik falujában iskolát építettek Kim adományaiból, az iskola a nevét viseli.
Dzsunszu Dél-Korea sztárokból álló labdarúgó-csapatának, az FC MEN-nek a kapitánya, a csapat számos jótékonysági célú mérkőzésen játszott.
Az énekes születésnapját a rajongók (샤퐈, Sjaphva, „Xia-követők”) minden év decemberében jótékonysági kiállítással és programokkal ünneplik, 2012-ben 24 országban tartottak úgynevezett XIADAY-t, azaz Xia-napot.

## Magánélete
Nem lennék művész a következő életemben. Persze nem bántam meg semmit az eddigi életemben, jó dolog szeretetet kapni és érezni mások aggódását. De mióta 15 éves koromban átmentem a meghallgatáson, nem volt egy nyugodt percem. Még a Lotte Worldben sem jártam. Néha úgy érzem, elfecséreltem [a gyerekkoromat].

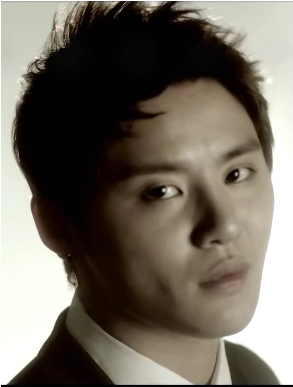
Kim Dzsunszu 2011-ben egy reklámfilmben

Phadzsuban lakik, Kjonggi tartományban, egy 288 m²-es, 1,7 milliárd von (kb. 334 millió forint) értékű házban. Szabadidejében sportolni szeret, főképpen a labdarúgást, az asztaliteniszt és a baseballt kedveli. Gyermekkorában focista akart lenni. Több macskája és egy kutyája van, egyedül él.
2016-ban ügynöksége megerősítette a hírt, hogy Kim az Exid együttes énekesnőjével, Hanival randevúzik. Hat hónappal később a pár szétvált.
2017. február 9-én Kim megkezdte kötelező sorkatonai szolgálatát rendőrként és 2018. november 5-én szerelt le.

## Diszkográfia
Nagylemezek
- Tarantallegra (2012)
- Incredible (2013)
- Flower (2015)
- Xignature (2016)

Középlemezek
- Musical December 2013 With Kim Junsu (2013)
- Yesterday (2015)
- Pit a Pat (2020)
- Dimension (2022)

## Musicalszereplések
| Év #      | Cím             | Szerep                  |
| --------- | --------------- | ----------------------- |
| 2010      | Mozart!         | Wolfgang Amadeus Mozart |
| 2011      | Tears of Heaven | Dzsunhjong              |
| 2011      | Mozart!         | Wolfgang Amadeus Mozart |
| 2012      | Elisabeth       | Halál                   |
| 2013      | December        | Csiuk (지욱, Jiwook)    |
| 2014      | Dracula         | Drakula                 |
| 2015      | Death Note      | L                       |
| 2016      | Dracula         | Drakula                 |
| 2016      | Dorian Gray     | Dorian Gray             |
| 2017      | Death Note      | L                       |
| 2018–2019 | Elisabeth       | Halál                   |
| 2019      | Xcalibur        | Artúr király            |
| 2020      | Dracula         | Drakula                 |
| 2020      | Mozart!         | Wolfgang Amadeus Mozart |
| 2021      | Dracula         | Drakula                 |
| 2021      | Xcalibur        | Artúr király            |
| 2022      | Xcalibur        | Artúr király            |
| 2022      | Death Note      | L                       |

## Filmográfia
| Év   | Csatorna | Cím                                            | Szerep                  |
| ---- | -------- | ---------------------------------------------- | ----------------------- |
| 2006 | SBS      | Banjun Theater                                 | önmaga                  |
| 2006 | SBS      | Vacation                                       | önmaga                  |
| 2008 | SBS      | Family Outing (1. évad)                        | vendég, 17. és 18. rész |
| 2008 | SBS      | Intimate Note (절친노트)(1. évad)              | vendég, 3. rész         |
| 2008 | KBS2     | Immortal Music Classics (불후의 명곡)(1. évad) | vendég, 1. rész         |
| 2011 | SBS      | Scent of a Woman                               | önmaga, cameo, 5. rész  |

## Turnék és szólókoncertek
- 2012. május 19. – november 30.: XIA 1st World Tour Concert turné, 13 állomás, több mint 42 000 néző
- 2012. december 29–31.: XIA Ballad & Musical Concert with Orchestra, Szöul (Seoul COEX Hall D), összesen 21 000 fő[63][104]
- 2013. július 20 – augusztus 11.: XIA 2nd Asia Tour Concert INCREDIBLE, 4 állomás, 6 koncert
- 2014. május 13–15.: 2014 XIA the Best Ballad Spring Tour Concert in Japan, Tokió, 33 000 néző[105]
- 2015 március: XIA 3rd Asia Tour Concert – Flower[106]
- 2015 december: XIA 4th Asia Tour Concert – Yesterday[107]
- 2016 március: XIA The Best Ballad Spring Tour Concert in Japan vol.2[108]
- 2018 november 30. – december 2. Way Back Xia

## Díjak és elismerések
| Év   | Díjátadó                              | Kategória                                | Mű címe                                                                      | Eredmény |
| ---- | ------------------------------------- | ---------------------------------------- | ---------------------------------------------------------------------------- | -------- |
| 2010 | 4. The Musical Awards                 | Legjobb új színész                       | Mozart!                                                                      | Elnyerte |
| 2010 | 4. The Musical Awards                 | Népszerűségi díj                         | Mozart!                                                                      | Elnyerte |
| 2010 | 16. Korea Musical Awards              | Legjobb új színész                       | Mozart!                                                                      | Elnyerte |
| 2010 | 16. Korea Musical Awards              | Népszerűségi díj                         | Mozart!                                                                      | Elnyerte |
| 2010 | 2010 Golden Ticket Awards             | Közönségvonzó-díj (musicalszínész)       | Mozart!                                                                      | Elnyerte |
| 2011 | 5. The Musical Awards                 | Legjobb színész                          | Tears of Heaven                                                              | Jelölve  |
| 2011 | 5. The Musical Awards                 | Népszerűségi díj                         | Tears of Heaven                                                              | Elnyerte |
| 2011 | 17. Korea Musical Awards              | Népszerűségi díj                         | Tears of Heaven                                                              | Elnyerte |
| 2011 | 3. Asia Jewelry Awards                | World K-POP Superstar                    |                                                                              | Elnyerte |
| 2011 | So-Loved Awards 2011                  | Legjobb betétdal                         | You Are So Beautiful (Scent of a Woman OST)                                  | Elnyerte |
| 2011 | 2011 Golden Ticket Awards             | Közönségvonzó-díj (musicalszínész)       | Mozart! & Tears of Heaven                                                    | Jelölve  |
| 2012 | 6. The Musical Awards                 | Legjobb színész                          | Elisabeth                                                                    | Jelölve  |
| 2012 | 6. The Musical Awards                 | Népszerűségi díj                         | Elisabeth                                                                    | Elnyerte |
| 2012 | 18. Korea Musical Awards              | Legjobb színész                          | Elisabeth                                                                    | Elnyerte |
| 2012 | 18. Korea Musical Awards              | Népszerűségi díj                         | Elisabeth                                                                    | Elnyerte |
| 2012 | Melon                                 | A hónap dala (október)                   | 사랑은 눈꽃처럼 (Szarangun nunkkotcshorom) (Nice Guy OST)                    | Elnyerte |
| 2012 | Seoul Foreign Press Club              | Korea népszerűsítése a világban (énekes) |                                                                              | Elnyerte |
| 2013 | 2012 Golden Ticket Awards             | Közönségvonzó-díj (musicalszínész)       | Elisabeth                                                                    | Elnyerte |
| 2013 | 2012 Golden Ticket Awards             | Közönségvonzó-díj (helyi koncert)        | XIA 1st Asia Tour Concert & 2012 XIA Ballad & Musical Concert with Orchestra | Elnyerte |
| 2013 | 2012 Golden Ticket Awards             | Közönségvonzó-díj (legnépszerűbb művész) | XIA 1st Asia Tour Concert & 2012 XIA Ballad & Musical Concert with Orchestra | Elnyerte |
| 2013 | 1. YinYueTai V-Chart Awards           | Legjobb koreai férfi énekes              | Uncommitted                                                                  | Elnyerte |
| 2016 | eDaily Culture Awards                 | Nagydíj                                  | Death Note                                                                   | Elnyerte |
| 2019 | 2019 Newsis K-Expo                    | Hallyu Culture Daesang                   | A K-pop- és musicaliparban elért eredményeiért                               | Elnyerte |
| 2019 | 2019 StageTalk Audience Choice Awards | Legjobb színész                          | Elisabeth                                                                    | Elnyerte |

## Fordítás
- Ez a szócikk részben vagy egészben  a   Junsu című angol Wikipédia-szócikk fordításán alapul.  Az eredeti cikk szerkesztőit annak laptörténete sorolja fel. Ez a jelzés csupán a megfogalmazás eredetét és a szerzői jogokat jelzi, nem szolgál a cikkben szereplő információk forrásmegjelöléseként.